# Barry Miles
Pour les articles homonymes, voir Miles.
Barry Miles, né en 1943 à Cirencester en Angleterre, est un auteur et homme d'affaires britannique. Dans les années 1960, il était un personnage important du milieu underground londonien, et a aidé au lancement du journal The International Times.

## Biographie
Dans les années 1960, Barry Miles est copropriétaire de la galerie Indica, ce qui lui permet de rencontrer de nombreuses personnalités du Swinging London. Ainsi, il met en contact Paul McCartney, bassiste des Beatles, avec les futurs fondateurs de l'International Times, à qui McCartney apporte sa contribution. Il crée en sa compagnie la galerie d'art Indica en 1966, où John Lennon rencontre pour la première fois Yoko Ono qui y expose. Plus tard, Barry Miles devient de facto le manager de l'éphémère label discographique Zapple Records, possession d'Apple Corps, la compagnie des Beatles. Ami avec Paul McCartney, Miles écrit aussi sa biographie officielle, Many Years from Now, en 1998.